# Cultura egemonica e culture subalterne
Cultura egemonica e culture subalterne. Rassegna degli studi sul mondo popolare tradizionale è un manuale di demo-antropologia scritto da Alberto Mario Cirese ed edito da Palumbo nel 1971.
L'opera offre una sintesi critica dei principali indirizzi nel campo degli studi demologici (o di storia delle tradizioni popolari o di folklore) in Europa e in particolare in Italia, a partire soprattutto dal secolo XVI ai nostri giorni, informando sui numerosi e a volte radicali rivolgimenti di metodo, di prospettiva teorica e di tipi di interesse, come già prima elaborato da studiosi quali Paolo Toschi e Giuseppe Cocchiara. La prospettiva teorica proposta è fondamentalmente quella indicata da Antonio Gramsci nelle sue Osservazioni sul folclore nei Quaderni del carcere.
Grandi differenze nel concetto di cultura e di folklore si evidenziano quando si fa entrare in gioco, come fa Gramsci, la nozione di società divisa in classi più o meno antagoniste, in quanto gerarchizzate verticalmente in egemoni e dominanti e in subalterne e strumentali. Questa nozione fa vedere come le caratteristiche della cultura siano determinate in ogni formazione sociale dal modo di partecipazione delle diverse classi e dei diversi ceti alla produzione, alla ripartizione e all'appropriazione dei beni materiali e spirituali. Da qui l'espressione che fa da titolo: cultura egemonica e culture subalterne, fusione coerente del patrimonio di studi antropologici, soprattutto demologici, con il vasto e complesso apparato teorico del marxismo attraverso la mediazione delle riflessioni di Gramsci.
Si tratta di una convergenza tra un settore specialistico della ricerca antropologica e una specifica concezione scientifica generale del mondo e della vita umana. 
Adottato per oltre un quarantennio in numerosi corsi universitari non solo italiani, il manuale di Cirese (cartaceo B5150, ISBN cartaceo 978-88-8020-241-7) è uno dei frutti migliori della Scuola antropologica di Cagliari, ai cui membri giovani è dedicato.
Ha avuto finora due edizioni e venti ristampe.